# Supercoppa italiana 2018 (pallavolo femminile)
La Supercoppa italiana 2018 si è svolta il 10 novembre 2018: al torneo hanno partecipato due squadre di club italiane e la vittoria finale è andata per la seconda volta all'Imoco.

## Regolamento
Le squadre hanno disputato una gara unica.

## Squadre partecipanti
| Squadra | Qualificazione                  | Ultima partecipazione    |
| ------- | ------------------------------- | ------------------------ |
| AGIL    | Vincitrice Coppa Italia 2017-18 | Supercoppa italiana 2017 |
| Imoco   | Vincitrice Serie A1 2017-18     | Supercoppa italiana 2017 |

## Torneo
| 10 novembre 2018 PalaVerde, Villorba Durata: 1h:42 - Spettatori: 3 900 | Imoco | 3 - 1 | AGIL | 25-21, 25-17, 17-25, 25-23 |